# Carl Andersen (tornász, 1879)
Carl Andersen (Odense, 1879. március 9. – Nykøbing Falster, 1967. szeptember 12.) olimpiai ezüstérmes dán tornász.
Az 1906. évi nyári olimpiai játékokon indult tornában és csapat összetettben ezüstérmes lett. (Később ezt az olimpiát a Nemzetközi Olimpiai Bizottság nem hivatalosnak nyilvánította)
Klubcsapata a HG volt.